# Usnea angulata
Usnea angulata är en lavart som beskrevs av Ach. Usnea angulata ingår i släktet Usnea och familjen Parmeliaceae.   Inga underarter finns listade i Catalogue of Life.